# Iplacea
Recibe el nombre de Iplacea la ciudad que, según una antigua leyenda basada en alguna mención de los historiadores antiguos Plinio y Ptolomeo, fue fundada por el rey Tehuero en el cerro del Viso, cerca de la actual Alcalá de Henares (al otro lado del río). 
 Siempre según la leyenda, este rey llegó al lugar con un grupo de soldados excombatientes de la guerra de Troya y lo encontraron fértil y con suficiente agua, cualidades excepcionales para su asentamiento. En ese caso estos pobladores serían los precedentes a la ciudad de la Edad del Hierro Ikesankom Konbouto que más tarde daría lugar a la Complutum romana.
 Tanto Ptolomeo como Plinio dan este nombre al castro del cerro del Viso tal vez para mitificar a sus pobladores por haber mantenido una resistencia feroz a la llegada de los primeros romanos a la zona del Corredor del Henares, pues esta resistencia se dará en casi todas las tribus que frecuentan el paso natural comprendido entre los ríos Tajo, Duero y Ebro, culminando con el famoso asedio Numantino dentro de la campaña comandada por Marco Porcio Catón en lo que vendrá a ser la conquista de la Carpetanía, iniciada en el 195 ac. y terminada con la conquista del castro de Numancia en el 133 ac.
No obstante lecturas más modernas de las inscripciones encontradas hacen pensar que la lectura de Ikesankom Kombouto es un error y fonéticamente la inscripción podría ser más similar a Quefar Afek que podría significa "Villa del Jefe" lo que daría pensar que era el centro económico de la zona.[cita requerida]